# Blanka Wladislaw
Blanka Wladislaw, sinh Blanka Wertheim  (3 tháng 6 năm 1917 – ngày 26 tháng 1 năm 2012, São Paulo) là một nhà hóa học người Brazil gốc người Do Thái Ba Lan.

## Tiểu sử
Blanka Wladislaw được sinh ra ở Ba Lan. Gia đình cô di cư đến Brazil khi cô 14 tuổi, và gia đình cô gặp khó khăn lớn về tài chính khi đến São Paulo. Cô quyết định cống hiến hết mình cho việc học để vào Đại học São Paulo và năm 1937 đã hoàn thành việc này, thi vào Khoa Triết học, Khoa học và Thư của trường đại học và tốt nghiệp năm 1941. Sự nghiệp chuyên nghiệp của Wladislaw bắt đầu khi cô được Matarazzo Industries thuê (Indústrias Reunidas Francisco Matarazzo), nhưng cô đã quyết tâm đi học cao học. Năm 1949, cô hoàn thành bằng tiến sĩ với luận án phân tích hành vi của các hợp chất lưu huỳnh khác nhau trong sự hiện diện của chất xúc tác niken Raney, cố vấn Heinrich Hauptmann, và gia nhập Khoa Triết học, Khoa học và Thư làm trợ lý cho Hauptmann.
Năm 1949, cô gia nhập khoa Hóa học hữu cơ và sinh học tại USP để trở thành trợ lý giáo sư toàn thời gian vào năm 1953. Blanka nhận được một khoản trợ cấp từ chính phủ Anh để thực hiện các nghiên cứu sau tiến sĩ tại Đại học Hoàng gia Luân Đôn về phương pháp tổng hợp điện hữu cơ. Trong thập kỷ tiếp theo, Wladislaw nghiên cứu về điện hóa hữu cơ, một lần nữa với các hợp chất lưu huỳnh. Trở lại lĩnh vực nghiên cứu này vào năm 1971, cô đồng thời được thăng chức trở thành giáo sư toàn thời gian tại Viện Hóa học của USP và năm 1975 thành lập Khoa Hóa học cơ bản của Đại học này.